# Gozdawa (rejon miadzielski)
Gozdawa – dawny majątek. Tereny, na których był położony, leżą obecnie na Białorusi, w obwodzie mińskim, w rejonie miadzielskim, w sielsowiecie Zanarocz.

## Historia
W czasach zaborów dwór w gminie Zanarocz, w powiecie święciańskim, w guberni wileńskiej Imperium Rosyjskiego. W 1866 roku należał do Boczkowskich. W 1905 roku liczył 42 mieszkańców, 635 dziesięcin, własność Boczkowskich. 
Po I wojnie światowej pod administracją polską, w Zarządzie Cywilnym Ziem Wschodnich. W latach 1920–1922 w składzie Litwy Środkowej.
Od 11 kwietnia 1922 majątek leżał w Polsce, w województwie wileńskim, w powiecie święciańskim, od 1926 roku w powiecie postawskim, w gminie Kobylnik.
W 1931 w 3 domach zamieszkiwało 27 osób.
W 1938 roku miejscowość należała do gromady Prońki gminy Kobylnik.